# Yan Bingtao
Yan Bingtao (严炳涛S, YánbǐngtāoP; Zibo, 16 febbraio 2000) è un giocatore di snooker cinese, professionista dal 2016, numero 13 del ranking, vincitore del Masters 2021.

## Carriera
Yan Bingtao è diventato professionista nel 2016 dopo aver partecipato ad alcuni tornei cinesi già dal 2014.  Precedentemente, nel 2015, ha vinto la World Cup rappresentando la Cina B insieme all'altrettanto giovane Zhou Yuelong, battendo i veterani scozzesi John Higgins e Stephen Maguire.
Nella stagione 2017-2018 il cinese ha raggiunto le semifinali all'International Championship e la finale al Northern Ireland Open perdendo contro Mark Williams.
Yan inizia la stagione 2019-2020 vincendo il Riga Masters, il suo primo titolo Ranking in carriera. Raggiunge inoltre la semifinale allo UK Championship dove viene sconfitto 6-2 da Ding Junhui, poi vincitore il giorno seguente. Ad inizio 2020 raggiunge consecutivamente le semifinali al Welsh Open e allo Shoot-Out e perde la finale del Players Championship contro Judd Trump.
Nel dicembre 2022 viene sospeso dalle competizioni della World Snooker Tour fino a conclusione degli accertamenti su ordine della WPBSA per potenziale coinvolgimento in un caso di match-fixing.

## Ranking[11]
| Stagione  | Ranking iniziale | Ranking finale |
| --------- | ---------------- | -------------- |
| 2016-2017 | Non classificato | 56             |
| 2017-2018 | 56               | 23             |
| 2018-2019 | 23               | 21             |
| 2019-2020 | 21               | 15             |
| 2020-2021 | 15               | 10             |
| 2021-2022 | 10               |                |

## Tornei vinti

### Titoli Non-Ranking: 1
| Titoli Ranking | Titoli Ranking | Titoli Ranking | Titoli Ranking |
| -------------- | -------------- | -------------- | -------------- |
| Competizione   | Anno           | Avversario     | Note           |
| Riga Masters   | 2019           | Mark Joyce     | [ 7 ]          |

| Titoli Non-Ranking | Titoli Non-Ranking | Titoli Non-Ranking | Titoli Non-Ranking |
| ------------------ | ------------------ | ------------------ | ------------------ |
| Competizione       | Anno               | Avversario         | Note               |
| The Masters        | 2021               | John Higgins       | [ 12 ]             |

| In squadra   | In squadra         | In squadra | In squadra |
| ------------ | ------------------ | ---------- | ---------- |
| Competizione | Anno/Compagno      | Avversario | Note       |
| World Cup    | 2015/ Zhou Yuelong | Scozia     | [ 4 ]      |

## Finali perse

### Titoli Ranking: 3
| Titoli Ranking        | Titoli Ranking | Titoli Ranking | Titoli Ranking |
| --------------------- | -------------- | -------------- | -------------- |
| Competizione          | Anno           | Avversario     | Note           |
| Northern Ireland Open | 2017           | Mark Williams  | [ 6 ]          |
| Players Championship  | 2020           | Judd Trump     | [ 10 ]         |
| German Masters        | 2022           | Zhao Xintong   | [ 13 ]         |